# Chrystus w domu Marii i Marty (obraz Jana Vermeera)
Chrystus w domu Marii i Marty (niderl. Christus in het huis van Maria en Martha) – obraz Jana Vermeera datowany na lata 1654–1656. Obraz jest sygnowany z lewej strony obrazu, na ławie (VMeer).
Chrystus w domu Marii i Marty uznawany jest za jedno z dwóch, obok Toalety Diany, młodzieńczych dzieł malarza. Oba, jako jedyne w całym dorobku Vermeera, podejmują najwyżej cenioną w tych czasach tematykę – historyczną, do której zaliczano także sceny biblijne i mitologiczne. Obraz powstał wkrótce po przyjęciu Vermeera do gildii (cechu) św. Łukasza w Delfcie – być może poprzez ten obraz chciał udowodnić, że jest godny miana malarza. Kompozycję obrazu Vermeera wykorzystał w swoim płótnie, zatytułowanym tak samo, Jan Steen, który w Delfcie przebywał właśnie około roku 1655 (ilustr.).
Dzieło po raz pierwszy zostało opublikowane jako dzieło Vermeera w 1901 roku, wtedy też odkryto sygnaturę. Zostało podarowane National Gallery of Scotland w Edynburgu w 1927 roku przez synów kolekcjonera W.A. Coatsa.
Obraz przedstawia scenę z Ewangelii Łukasza, zgodnie z którą Chrystus odwiedził obie siostry w ich domu. Marta przygotowywała posiłek, podczas gdy Maria słuchała słów Jezusa. Kiedy Marta zapytała go, dlaczego nie powie Marii, aby jej pomogła, on odpowiedział: Marto, Marto, troszczysz się i niepokoisz o wiele, a potrzeba mało albo tylko jednego. Maria obrała najlepszą cząstkę, której nie będzie pozbawiona.
Piramidalna kompozycja obrazu jest dość prosta. Trzy postacie znajdują się w ciemnym pomieszczeniu. Maria, umieszczona na pierwszym planie, siedzi u stóp Chrystusa, który wskazuje na nią ręką i tym samym daje jej do zrozumienia, która z sióstr obrała najlepszą cząstkę. Marta stoi obok Chrystusa z koszem chleba, który stawia na stole.
Kolorystyka obrazu jest żywa, obecne są także kontrasty kolorystyczne (m.in. czerwień bluzki Marii i biel jej chusty połączona z żółcią tkaniny). Widoczna jest faktura obrazu i szerokie pociągnięcia pędzla.